# ارماننو فوماگالی
ارماننو فوماگالی (انگلیسی: Ermanno Fumagalli؛ زادهٔ ۲۳ مارس ۱۹۸۲) بازیکن فوتبال اهل ایتالیا است.